# Tommy Frenck
Tommy Frenck (* 28. März 1987 in Schleusingen) ist ein deutscher Neonazi, Gastwirt, Rechtsrock-Konzertveranstalter, Neonazi-Merchandise-Unternehmer sowie Politiker der rechtsextremen Partei Die Heimat (vormals NPD). Er ist Kreistagsabgeordneter der rechtsextremistischen Wählervereinigung Bündnis Zukunft Hildburghausen.

## Leben
Tommy Frenck wuchs in Thüringen auf und erlernte den Beruf des Koches. Noch vor seinem 18. Lebensjahr trat er der NPD bei. Seinen Thüringer Heimatort Schleusingen erklärte er zur „Frontstadt“ und „befreiten Zone“. Als er in die örtliche Freiwillige Feuerwehr eintreten wollte, wurde sein Mitgliedsantrag abgewiesen, wogegen er Widerspruch beim Landratsamt einlegte, was zunächst Erfolg hatte. Daraufhin kündigten alle anderen Mitglieder dieser Freiwilligen Feuerwehr an, die Organisation zu verlassen. Da nun die Arbeitsfähigkeit der gesamten Freiwilligen Feuerwehr durch seine Aufnahme gefährdet war, konnte die Ablehnung seines Mitgliedsantrages damit sachlich korrekt begründet werden. Auch der örtliche Fußballklub wollte ihn nicht aufnehmen und er zog schließlich nach Hildburghausen. Dort gründete Frenck am 19. Oktober 2007 seinen eigenen Fußballklub, den SV Germania Hildburghausen. Die Stadt Hildburghausen verbot dem Verein, öffentliche Sportplätze zu benutzen, der Kreissportverband Hildburghausen erkannte ihn nicht als Verein an. Inzwischen gibt es den SV Germania Hildburghausen nicht mehr.

## Politisches
Tommy Frenck war Kreisvorsitzender der NPD Hildburghausen. Nachdem 2009 der NPD-Kreisverband Hildburghausen aufgelöst worden war, gingen Teile des Verbandes in den im Frühjahr 2010 gegründeten Kreisverband Schmalkalden/Meiningen/Suhl über. Andere Teile um Frenck traten der 2009 gegründeten neonazistischen Wählergemeinschaft Bündnis Zukunft Hildburghausen (BZH) bei. Bei den Kommunalwahlen in Thüringen 2009 wurde er als Kandidat des BZH mit einem Wählerstimmenanteil von 2,1 % in den Kreistag des Landkreises Hildburghausen gewählt. Er war Beisitzer im Vorstand des Bundesverbandes der Jungen Rechten, der Jugendorganisation der ehemaligen DVU. Bei den Kommunalwahlen in Thüringen 2014 wurde er als Kandidat des BZH mit einem Wählerstimmenanteil von 3,4 % in den Kreistag des Landkreises Hildburghausen gewählt. Am 14. September 2014 trat er bei der Thüringer Landtagswahl im Wahlkreis 18, Hildburghausen I/Schmalkalden-Meiningen III als Kandidat für die NPD an.

### Kandidatur für politische Ämter

#### Landratswahl im Landkreis Hildburghausen (2018)
Bei der Landratswahl 2018 im Landkreis Hildburghausen erreichte Tommy Frenck 16,6 % der Stimmen.

#### Bürgermeisterwahl in Kloster Veßra (2022)
Im Juni 2022 erhielt Frenck bei der Bürgermeisterwahl in Kloster Veßra 29 % der Stimmen und verlor damit deutlich gegen den Amtsinhaber Wolfgang Möller (71 %).

#### Landratswahl im Landkreis Hildburghausen (2024)
Zu den Kommunalwahlen in Thüringen 2024 ließ der Kreiswahlausschuss Frencks Landratskandidatur für die rechtsextremistische Wählervereinigung Bündnis Zukunft Hildburghausen im Landkreis Hildburghausen zu. Das Bündnis wurde mit einem Wählerstimmenanteil von 11,9 % in den Kreistag des Landkreises Hildburghausen gewählt und erreichte 5 Sitze, die den Personen Tommy Frenck, Florian Peche, Beatrix Meißner, Benjamin Manglus, Falk Morgenroth zugeordnet sind.
Nach dem Thüringer Kommunalwahlgesetz kann zum Landrat oder Bürgermeister nicht gewählt werden, „wer nicht die Gewähr dafür bietet, dass er jederzeit für die Freiheitliche demokratische Grundordnung im Sinne des Grundgesetzes und der Landesverfassung eintritt“. Während Sven Gregor, Kandidat der Freien Wähler, im ersten Wahlgang einen Wählerstimmenanteil von 42,4 % erzielte, erreichte Frenck 24,9 %. Der Kandidat der CDU hatte ihm gegenüber 62 Stimmen weniger. Frenck ging damit gegen Gregor in die Stichwahl. Die Wahlbeteiligung am ersten Wahlgang lag bei 67,3 %.
In der am 9. Juni 2024 durchgeführten Stichwahl erreichte laut vorläufigem Ergebnis der Landratskandidat Sven Gregor von den Freien Wählern einen Wählerstimmenanteil von 69,5 %. Auf Tommy Frenck entfielen 30,5 % der Wählerstimmen. Die Wahlbeteiligung lag bei 66,8 %.
Auf Tommy Frencks Landratskandidatur 2024 für den Landkreis Hildburghausen erfolgte bundesweit eine kritische Berichterstattung. Das innerdeutsche Medienecho über Tommy Frencks Landratskandidatur führte zu internationaler Aufmerksamkeit. Das französische Auslandsfernsehen France 24 veröffentlichte in einem Beitrag unter den Schlagworten „extreme Rechte“ und „Neonazi“ eine Deutschlandkarte, auf der unter besonderer Hervorhebung Thüringen und Hildburghausen dargestellt wurde. Aus Österreich berichtete Der Standard in einem Beitrag über Tommy Frenck sowie der ORF mit dem Bericht „Rechtsextremist scheitert bei Landratswahl in Thüringen“ und aus der Schweiz die Neue Zürcher Zeitung mit dem Titel „In Thüringen strebt ein bekannter Neonazi ins Amt“. Am 29. Mai 2024 berichtete insuedthueringen.de, dass Frenck wegen einer per E-Mail eingegangenen Morddrohung Anzeige erstattet hat. Die Polizei bestätigte den Anzeigeneingang sowie die Aufnahme von Ermittlungen.

## Geschäftliches

### Gastronom
Im Dezember 2014 kaufte er für 80.000 Euro das Lokal Goldener Löwe im 300-Einwohner-Ort Kloster Veßra und vereinbarte zugleich ein alleiniges Nutzungsrecht für das Haus. Die Gemeinde meldete jedoch ein Vorkaufsrecht an, weshalb der Kaufvertrag nicht wirksam wurde. Daraus entstand ein Rechtsstreit zwischen der Gemeinde Kloster Veßra und Tommy Frenck, der bis 2023 andauern sollte. In Frencks Gasthof finden regelmäßig Veranstaltungen der freien Kameradschaftsszene in Thüringen statt. Im Goldenen Löwen spielte u. a. Lunikoff, ehemals Frontmann der verbotenen Gruppe Landser. 2015 schloss das Landratsamt seinen Gasthof wegen des Fehlens einer ausreichenden Sickergrube. Vor dem Verwaltungsgericht Meiningen konnte Frenck im August 2015 einen Vergleich erzielen; mit Auflagen darf er die Gaststätte weiter betreiben.
Aufsehen erregte Frenck mit seinem jährlich am 20. April, dem Geburtstag von Adolf Hitler, verkauften Schnitzel für 8,88 Euro – beworben 2022 (nach weitgehender Aufhebung der Corona-Schutzmaßnahmen) mit dem Spruch Endlich wieder Geburtstag feiern. 2023 kostete das Schnitzel 14,88 Euro (Die „14“ bezugnehmend auf die rechtsextremen „Fourteen Words“, „88“ für den achten Buchstaben im Alphabet, also „Heil Hitler“; 14 und 88 auch beide interpretierbar als Buchstaben des Alphabets und somit ADHH – „Auf Deutschland Heil Hitler“). Als ergänzende Werbung nutzte er ein T-Shirt mit der Aufschrift HTLR SCHNTZL.
Wie France 24 berichtete, wurde der Goldene Löwe nach und nach zu einer festen Adresse in der deutschen Neonazi-Szene und sogar darüber hinaus: Seine „prominenten“ Gäste würde Tommy Frenck stolz auf der Website seines Gasthauses ausstellen und diese bildeten ein wahres Who-is-Who der radikalsten und gewalttätigsten Rechtsextremen östlich des Rheins. Zu seinen Gästen zählten beispielsweise die bekannte Holocaustleugnerin Ursula Haverbeck und der rechtsextreme Videoblogger Nikolai Nerling, der sich selbst als Volkslehrer bezeichnete. Tommy Frenck scheine sehr offen für Ausländer zu sein, solange sie rechtsextrem seien. Frenck würde mit italienischen Hooligans, polnischen Skins, „antikommunistischen Chinesen“ oder auch dem russisch-deutschen Rechtsextremisten Denis Nikitin, dessen richtiger Name Denis Jewgenjewitsch Kapustin ist, Arm in Arm posieren.
2023 bestätigte das Thüringer Oberverwaltungsgericht rechtskräftig das Vorkaufsrecht der Gemeinde Kloster Veßra für das Gasthaus „Goldener Löwe“. Seit September 2024 hat er das neue Gasthaus Eiserner Löwe in Auengrund-Brattendorf (Kreis Hildburghausen).

### Versandhandel
Frenck betreibt den Versand druck 18 sowie druck 88 (siehe hierzu: Bedeutung der 18 sowie Bedeutung der 88) für rechtsextreme Propaganda. Laut Impressum übernimmt dabei der verurteilte Rechtsextreme Sascha Krolzig als Diplom-Jurist die Rolle des Jugendschutzbeauftragten. Zu Frencks Versandsortiment gehören Kleidung, Bettwäsche, Flaggen, Bücher und Einrichtungsgegenstände mit rechtsextremen Motiven.

### Musikveranstaltungen
2016, 2017 und 2018 veranstaltete Frenck jeweils ein Konzert, wobei er dieses im Jahr 2017 und 2018 als politische Veranstaltung deklarierte. Das Konzert von 2016 hatte 500 Besucher. Das Konzert von 2018 musste wegen Ausschreitungen durch Frenck frühzeitig abgebrochen werden. Die drei Veranstaltungen trugen den Titel „Rock gegen Überfremdung“.
2017 führte Frenck diese politische Veranstaltung auf dem privaten Gelände des AfD-Politikers und Bürgermeisters der Gemeinde Grimmelshausen, Bodo Dressel, durch. Das Festival „Rock gegen Überfremdung“ war mit ca. 6000 Besuchern aus ganz Europa das bis dahin größte Neonazi-Konzert des Jahres in Deutschland. Gegen 46 Teilnehmer des Neonazi-Konzerts wurden nach Angaben der Polizei Thüringen Strafanzeigen erstattet, unter anderem wegen Körperverletzung, Verstoßes gegen das Waffengesetz, Bedrohung, Beleidigung, Sachbeschädigung und Verwendens von Kennzeichen verfassungswidriger Organisationen. In der ZDF-Dokumentation 37 Grad mit dem Titel „Unser Nachbar, der Neonazi“ ist ab Minute 8:20–9:41 Tommy Frencks Veranstaltung von 2017 zu sehen und wie seine Gäste im Veranstaltungszelt massenweise den Hitlergruß zeigen.
Laut eigener Aussage plante er weitere, vergleichbare Veranstaltungen auf dem Gelände, das er für weitere zehn Jahre gepachtet hat. Frenck unterhält Kontakte zum Betreiber des Portals FSN, Patrick Schröder, aus Bayern. Entgegen seiner Pläne, am selben Veranstaltungsort weitere Konzerte durchzuführen, gelang ihm das nicht. Vielmehr musste er für jedes Jahr einen neuen Ort ausfindig machen.
Am 15. Dezember 2023 fand eine nicht angemeldete Musikveranstaltung in dem von Frenck betriebenen Szenelokal Goldene Löwe statt, zu der etwa 50 Personen aus mehreren Bundesländern anreisten. Die Polizei löste die Veranstaltung auf und nahm von den Beteiligten die Personalien auf.

### Sonstiges
Im Januar 2020 begann Frenck Bier unter dem Namen „Deutsches Reichsbräu“ zu verkaufen.
2022 veröffentlichte Frenck ein Kochbuch mit dem Titel „Die 88 besten Fleischgerichte aus dem Reich“ (siehe hierzu: Bedeutung der 88).

## Strafverfahren und Ermittlungen
Laut den Autoren Olaf Sundermeyer und Christoph Ruf im 2009 erschienenen Buch In der NPD – Reisen in die National Befreite Zone wurde Tommy Frenck wegen gefährlicher Körperverletzung verurteilt, nachdem er eine volle Bierflasche auf den Kopf eines Kubaners schlug. 2014 wurde gegen ihn und weitere drei Tatverdächtige als Teil einer „Anti-Einbruch-Bürgerwehr“ ermittelt, die rumänische Transportwagenfahrer für Einbrecher hielt und durch Hildburghausen jagte.
2020 bestätigte das Landgericht Meiningen ein Urteil des Amtsgerichtes Hildburghausen von 2018 gegen Tommy Frenck wegen Volksverhetzung. Tommy Frenck trug ein T-Shirt mit den Buchstaben „HTLR“ und hatte davon Bildmaterial im Internet veröffentlicht, weshalb er eine Geldstrafe in Höhe von 2.500 Euro zu bezahlen hatte. Im Oktober 2023 wurde gegen Tommy Frenck eine Anklage wegen Steuerhinterziehung bei der Gewerbe- und Umsatzsteuer in Höhe von 141.000 Euro zugelassen.

### Verfassungsschutz
Tommy Frenck ist in den nachfolgenden Verfassungsschutzberichten benannt.
Sachsen
- Verfassungsschutzbericht Freistaat Sachsen 2019, S. 116[46]

Thüringen
- Verfassungsschutzbericht Freistaat Thüringen 2009, S. 24, 33[47]
- Verfassungsschutzbericht Freistaat Thüringen 2010, S. 27, 28[48]
- Verfassungsschutzbericht Freistaat Thüringen 2012, S. 50[49]
- Verfassungsschutzbericht Freistaat Thüringen 2013 S. 45, 135[50]
- Verfassungsschutzbericht Freistaat Thüringen 2014/2015, S. 24, 25, 34, 53, 54, 59, 61, 74, 75[51]
- Verfassungsschutzbericht Freistaat Thüringen 2016, S. 53, 57, 70 f[52]
- Verfassungsschutzbericht Freistaat Thüringen 2017, S. 26, 27, 30, 132[53]
- Verfassungsschutzbericht Freistaat Thüringen 2018, S. 30–35, 56–58[54]
- Verfassungsschutzbericht Freistaat Thüringen 2019, S. 36–38, 46–50[55]
- Verfassungsschutzbericht Freistaat Thüringen 2020, S. 38–40[56]
- Verfassungsschutzbericht Freistaat Thüringen 2021, S. 33–34, 50–51, 88, 89[57]
Im Kapitel Rechtsextremismus ist auf den Seiten 33 und 34 der Abschnitt Personenkreis um Tommy Frenck zu finden.[58]
- Verfassungsschutzbericht Freistaat Thüringen 2022, S. 35–37[59]
Das Kapitel Personenkreis um Tommy Frenck ist in aktualisierter Form auf den Seiten 35 bis 37. Der Bericht führt darin an, dass sich Frencks rechtsextreme Wählergemeinschaft Bündnis Zukunft Hildburghausen (BZH) zur „führenden neonazistischen Gruppierung im Landkreis Hildburghausen [entwickelte]“. Zudem, dass Frenck Anfang 2022 in Südthüringen Proteste gegen die COVID-19-Schutzmaßnahmen sowie gegen die COVID-19-Impfungen organisierte.

Nordrhein-Westfalen
- Verfassungsschutzbericht Nordrhein-Westfalen 2017, S. 63[60]
Der Verfassungsschutzbericht 2017 des Landes Nordrhein-Westfalen gab im Abschnitt ‚Rechtsextremistische Zeitschriften‘ an, dass Frencks Jugendschutzbeauftragter Sascha Krolzig (siehe Absatz Versandhandel) seit 2017 Herausgeber der Zeitschrift N.S. Heute (Anm. vorgeblich „Nationaler Sozialismus Heute“) ist, das der Vermittlung eines „ganzheitlichen nationalen und sozialistischen Weltbildes“ dient. Krolzig vertreibt die Zeitschrift über den Sturmzeichen-Verlag, dessen Inhaber Krolzig selbst ist. Der Verlag ist im Internet präsent. Dort attestierte Sascha Krolzig „N. S. Heute – Unser Name ist Programm“ und „Natürlich ist auch der Begriff ‚Nationaler Sozialismus‘ nur ein Kompromiss, den wir eingehen mussten, um dem System keine Handhabe zu bieten, seinen Repressionsapparat gegen unser neues Magazin in Gang zu setzen“.

## Politische Gegenbewegung
Die ZDF Dokumentationssendung 37 Grad zeigte in der Sendung Unser Nachbar, der Neonazi u. a. das 2015 gegründete „Bündnis für Demokratie und Weltoffenheit Kloster Veßra“, das als politischer Gegenpol zu Frenck tätig ist.
Das Bündnis veranstaltete zwischen 2017 und 2019 mehr als 100 Konzerte, Lesungen und Bildungsveranstaltungen, um der Zunahme rechtsextremer Aktivitäten in Südthüringen entgegenzuwirken. Die SPD zeichnete 2019 das Bündnis für Demokratie und Weltoffenheit Kloster Veßra für sein außergewöhnliches zivilgesellschaftliches Engagement mit dem Regine-Hildebrandt-Preis aus.
Die Bundeszentrale für politische Bildung stellte 2023 einen Kurzfilm über Thomas Jakob & Bündnis für Demokratie und Weltoffenheit Kloster Veßra und deren Protest gegen Tommy Frenck und sein Umfeld als Download zur Verfügung. Das Bündnis hatte bis 2023 weit über 200 Protestaktionen nicht nur gegen den Personenkreis um Tommy Frenck initiiert und schaffte es auch, dass es seit 2019 keine Rechtsrockkonzerte mehr gab.

## Film
ZDF, Dokumentation, Sendung 37 Grad mit dem Titel „Unser Nachbar, der Neonazi“